# Darul Aman (Peusangan Selatan)
Darul Aman is een bestuurslaag in het regentschap Bireuen van de provincie Atjeh, Indonesië. Darul Aman telt 1235 inwoners (volkstelling 2010).